# Teofilo Sanson
Teofilo Sansón (Conegliano, 20 marzo 1927 – Verona, 31 gennaio 2014) è stato un imprenditore e dirigente sportivo italiano.

## Biografia
Iniziò la sua carriera imprenditoriale nel 1948 con un modesto chiosco di gelati a Torino.  Ha successivamente fondato un laboratorio nella stessa città, poi evolutosi dal 1968 nella Gelati Sanson (il marchio però a differenza del suo cognome veneto si pronunciava con l'accento sulla "a"), con sede a Colognola ai Colli, nell'est veronese, fino a diventare un'azienda leader del settore dolciario, tanto da venire considerato il «Re del gelato». Nel 1988, al termine di un contenzioso, perse il controllo dell'azienda passata agli americani del fondo Beatrice (già soci di Sanson dal 1969) per poi riprenderla nel 1994, con l'aiuto dell'imprenditore Leonardo Del Vecchio.
Con la cessione nel 2000 alla GranMilano del gruppo Barilla uscì definitivamente dalla proprietà. Nel 2008 la GranMilano è passata al gruppo Sammontana, che nel 2012 ha deciso di togliere dal mercato lo storico marchio Sanson, mantenendo in vita i soli gelati Sansonì e Ringo.
Teofilo Sanson è stato anche un mecenate dello sport: nel 1976 ha rilevato l'Udinese Calcio; dopo quattro anni, la squadra friulana è risalita dalla Serie C alla Serie A.
Per primo in Italia, ebbe l'idea di mettere il marchio della sua azienda sui pantaloncini dei calciatori e di far risaltare sul terreno di gioco la scritta Sanson, cosa, allora proibita, che gli costò delle multe, ma che aprì la strada agli sponsor nel calcio. Il 31 maggio 1981 si è dimesso da presidente e dopo due giorni gli è subentrato Lamberto Mazza. È stato anche patron del Conegliano Calcio, dell'F.B.C. Union ClodiaSottomarina (1974-1975 e 1975-1976), della Pallanuoto Civitavecchia e del Rugby Rovigo con cui ha vinto 2 scudetti (1976 e 1979).

Sanson (a destra) con la sua nella stagione 1978-1979; si notano i pantaloncini sponsorizzati inventati dal patron.

La sua vera passione sportiva è stata però il ciclismo, sport nel quale vinse, tra tante altre corse, tre Parigi-Roubaix con Francesco Moser, leader della Sanson-Campagnolo. Era dirigente del comitato per i mondiali svolti sul Montello nel 1985. Portò a Verona due edizioni dei campionati del mondo di ciclismo nel giro di cinque anni: nel 1999 (in tandem con Treviso) e nel 2004. Le sue attività si sono rivolte anche ai settori immobiliare e turistico. È stato inoltre consigliere della Cassa di Risparmio di Verona, Vicenza e Belluno e della Cassa di Risparmio di Udine e Pordenone. È stato probiviro dell'Associazione Industriali di Verona.